# جو هوستون
جو هوستون (بالإنجليزية: Joe Houston)‏ هو عازف جاز أمريكي، ولد في 11 يوليو 1926 في أوستن في الولايات المتحدة، وتوفي في 28 ديسمبر 2015 في لونغ بيتش في الولايات المتحدة بسبب سكتة.

## وصلات خارجية
- جو هوستون على موقع IMDb (الإنجليزية)
- جو هوستون على موقع ميوزك برينز (الإنجليزية)
- جو هوستون على موقع ديسكوغز (الإنجليزية)